# Suzanne Schulting
Suzanne Schulting, née le 25 septembre 1997 à Groningue, est une patineuse de vitesse sur piste courte néerlandaise.

## Biographie
Suzanne Schulting commence sa pratique sportive du short-track à l'âge de huit ans à Heerenveen. Au début, elle veut faire du patinage de vitesse, mais son entraîneur lui propose de s'entraîner au virage en short-track, où les virages sont beaucoup plus serrés en raison de la piste plus petite. Le sport lui plaît et elle l'adopte.
Elle considère que son modèle sportif est le patineur néerlandais Sjinkie Knegt.

## Carrière

### Saison 2016-2017
Aux Championnats du monde junior en 2016, elle remporte l'or au 1 500 mètres et arrive deuxième au classement général. La même année, elle arrive troisième au classement général du Championnat d'Europe et cinquième au classement général des Championnats du monde.

### Jeux olympiques de Pyeongchang
La Coupe du monde de 2017, en quatre manches, sert de qualifications aux épreuves de patinage de vitesse sur piste courte aux Jeux olympiques de 2018.
En octobre 2017, elle arrive dixième du 1 000 mètres à la première manche de la Coupe du monde, à Budapest. À la deuxième manche, elle se place 4e au 1 500 mètres, devant les Canadiennes Kim Boutin et Jamie Macdonald, et décroche la médaille d'argent au 1 000 mètres, juste derrière Shim Suk-hee et devant la Coréenne Lee Yu-Bin et la patineuse néerlandaise Yara van Kerkhof, dans une arrivée déterminée par photo finish et très serrée : les quatre patineuses se placent sur la ligne d'arrivée en moins d'une demi-seconde. Au relais, auquel elle participe avec Yara van Kerkhof, Lara van Ruijven et Jorien ter Mors, elles arrivent quatrième juste derrière l'équipe canadienne. À la troisième manche de la Coupe du monde, à Shanghai, elle arrive 7e au 500 mètres après une disqualification en demi-finale pour avoir bloqué le passage de l'Américaine Maame Biney. Elle obtient le même classement au 1 500 mètres en gagnant la finale B devant Jamie Macdonald et Sofia Prosvirnova. Elle finit cinquième au 1 000 mètres dans une nouvelle arrivée très serrée, dans le même dixième de seconde que Lee Yu-Bin (quatrième) et Sofia Prosvirnova (sixième). À la dernière manche de la Coupe du monde, elle remporte le relais avec Lara van Ruijven, Yara van Kerkhof et Rianne de Vries.
Elle remporte la médaille de bronze aux Jeux Olympiques 2018 au relais avec Lara Van Ruijven, Lara Van Kerkhof et Jorien Ter Mors. Elle remporte également la médaille d’or au 1 000 m devant Kim Boutin, Arianna Fontana et les deux Coréennes Choi Min Jeong et Shim Suk Hee et devient donc championne olympique à 20 ans.

### Mondiaux de 2021
Aux Championnats du monde de patinage de vitesse sur piste courte 2021 à Dordrecht, elle remporte toutes les épreuves féminines et fait donc un quintuplé (500 mètres, 1 000 mètres, 1 500 mètres, relais et toutes épreuves).